# Милош Ожеговић
Милош Ожеговић (Панчево, 11. маја 1992) српски је фудбалер.

## Каријера
Ожеговић је сениорску каријеру започео у редовима Долине из Падине, а потом наставио у екипи панчевачког Динама. Након три сезоне које је провео у Српској лиги Војводине, Ожеговић је лета 2013. променио средину и приступио сурдуличком прволигашу Раднику. Ту је провео једну сезону и након тога, лета 2014. године напустио клуб. Потом је потписао за Доњи Срем, тадашњег члана Суперлиге Србије, али је убрзо прослеђен екипи шабачке Мачве где је остао до краја 2014. Током 2015. и 2016. у два наврата је наступао за београдски Синђелић, док је у међувремену био члан Јагодине. За тај клуб дебитовао је највишем степену фудбалског такмичења у Србији. Након Синђелића, Ожеговић је отишао у пиротски Раднички, а затим је наредне две године провео на Исланду, наступавши за Викингур. Током зимског прелазног рока 2019. приступио је врањском Динаму, где се задржао до краја такмичарске 2018/19. у Суперлиги Србије. Наредне сезоне наступао је за Напредак из Крушевца, а затим по други пут постао члан пиротског Радничког. Почетком 2021. потписао је за Младост из Лучана, а лета исте године прешао је у истоимени клуб из Новог Сада. По окончању такмичарске 2021/22. напустио је клуб.

## Трофеји, награде и признања

### Екипно
Младост Нови Сад
- Прва лига Србије : 2021/22.[22]